# Keepon

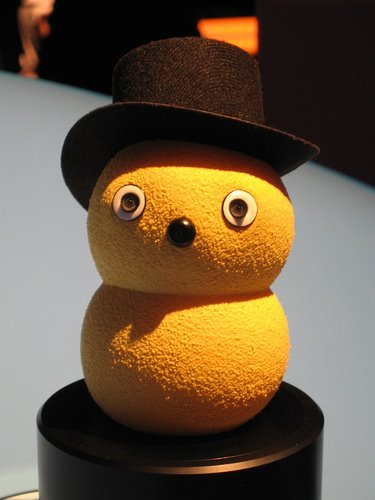
Keepon

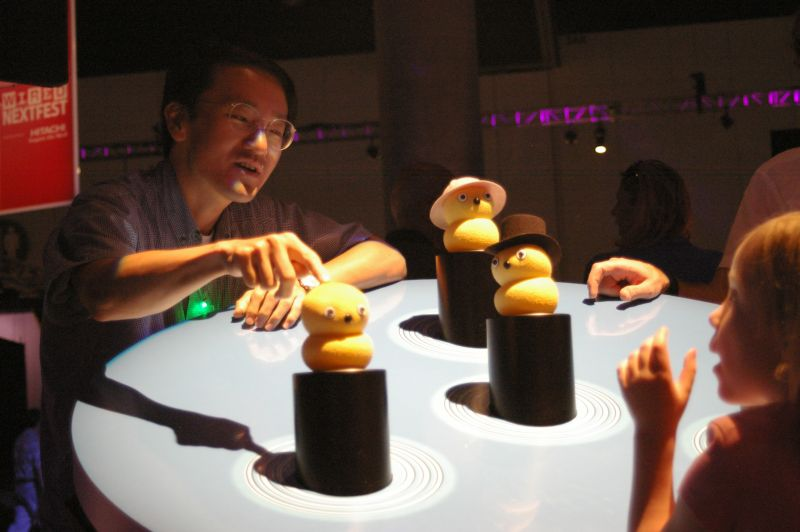
Hideki Kozima med Keepon under WIRED NextFest 2007.

Keepon är en liten gul robot skapad för att studera social utveckling genom att interagera med barn. Keepon utvecklades av Hideki Kozima (小嶋 秀樹 Kojima Hideki?) vid National Institute of Information and Communications Technology, (NICT) i Kyoto, Japan. Keepon har fyra motorer, ett skal av gummi, två kameror som ögon och en mikrofon i näsan.